# 리플레이스먼트 (영화)
《리플레이스먼트》(영어: The Replacements)는 2000년 개봉한 미국의 스포츠 코미디 영화이다. 하워드 도이치가 연출하고, 키아누 리브스, 진 해크먼, 올랜도 존스, 브룩 랭턴, 리스 이반스, 존 패브로, 잭 워든 등이 출연하였다. NFL 선수 협회의 1987년 파업, 특히 워싱턴 레드스킨스의 실화에 느슨하게 기초하였다.

## 줄거리
한 가상의 미식축구 리그 시즌에서 4 경기를 남기고 선수들이 단체 파업에 돌입한다. 리그가 대체 선수들로 경기를 치러 정규 시즌을 마감하기로 하자 워싱턴 센티널스 구단주는 전 감독 지미에게 복귀를 요청한다. 4 경기 중 3 경기를 이겨야 플레이오프에 진출하는 상황에서 지미는 그간 눈여겨본 다양한 인물들을 대체 선수진으로 끌어모은다.   

## 출연
- 키아누 리브스 - 셰인 팰코 역
- 진 해크먼 - 지미 맥긴티 역
- 브룩 랭턴 - 애너벨 패럴 역
- 올랜도 존스 - 클리퍼드 프랭클린 역
- 페이즌 러브 - 재멀 잭슨 역
- 리스 이반스 - 나이절 그러프 역
- 존 패브로 - 대니얼 "대니" 베이트먼 역
- 에이스 요나미네 - "점보" 후미코 역
- 트로이 윈부시 - 월터 코크런 역
- 데이비드 덴먼 - 브라이언 머피 역
- 마이클 제이스 - 얼 월킨슨 "레이 스미스" 역
- 게일러드 사테인 - 필러차우스키 역
- 아트 러플루어 - 베인스 역
- 브렛 컬런 - 에디 마텔 역
- 아치 L. 해리스 주니어 - 윌슨 카 역
- 에번 덱스터 파크 - 맬컴 러몬트 역
- 팻 서머롤 - 본인 역
- 잭 워든 - 에드워드 오닐 역
- 세라 앤 모리스 - 헤더 역
- 캐럴라인 키넌 - 돈 역
- 키스 데이비드 - 린델 역
- 마이클 탤리페로 - 안드레이 잭슨 역
- 로빈 피터슨 - 오닐 부인 역
- 그레고리 L. 윌리엄스 - 드와이트 에드워즈 역
- 윌리엄 J. 매키언 3세 - 바이커 역
- 클리프 맥멀런 - 경관 역
- 스텔라 최 - 아시안 치어리더 역
- 존 클라크 - 댈러스 디펜더 역
- 피트 오니기언 - 워싱턴 센터 역
- 제스퍼 잉글리스 - 워싱턴 선수 역
- 마크 로버트 엘리스 - 샌디에이고 감독 역
- 딜런 셀러스 - 리그 회장 역
- 스티븐 F. 슈밋 - 메릴랜드 간수 역
- 토드 에릭 예이먼 - 워싱턴 오펜시브 태클 역
- 마티 라이트 - 버틀러 역
- 톰 배리 - 미니마트 고객 역
- 올 더티 배스터드 - O.D.B. 역
- 제임스 블랙 - 심판 3 역
- 에드워드 벡퍼드 - 뉴스 리포터 역
- E. 돈 새뮤얼 - 리포터 2
- 크레이그 세클러 - 리포터 3 역
- 더그 올리어 - 거리의 남자 2 역
- 폴 모렐라 - 갱스터 1 역
- 보비 디앤절로 - 갱스터 2 역
- 로버트 셰퍼드 - 리포터 4 역
- 데이비드 큐러턴 - 매서슨 역
- 토머스 코저니오프스키 - 취객 1 역
- 그레그 구슨 - 취객 2 역
- 마크 C. 게슈윈드 - 바텐더 2 역

## 우리말 녹음
SBS 성우진 (2006년 3월 25일)
- 김영선 - 셰인 팰코(키아누 리브스)
- 김용식 - 지미 맥긴티(진 해크먼)
- 윤성혜 - 애너벨(브룩 랭턴)
- 황원 - 캐스터 외
- 정동열
- 윤병화
- 이재정
- 민응식
- 송덕희
- 서광재
- 김소형
- 김수진
- 박웅선
- 홍진욱